# Abacetus lautus
Abacetus lautus es una especie de escarabajo terrestre de la subfamilia Pterostichinae.  Fue descrito por Peringuey en 1904. 